# Liber Peristephanon
Il Peristephanon Liber di Prudenzio rientra nella letteratura martirologica, ma diversamente dalle opere martirologiche che lo hanno preceduto è un'opera letteraria estremamente elaborata e talmente innovativa e originale da non poter essere inserita in un preciso genere letterario. Anche dal punto di vista del contenuto non segue sempre lo schema tradizionale delle opere sul martirio in quanto la narrazione è spesso arricchita da descrizioni pittoresche e talvolta prende le mosse da visite del poeta stesso in luoghi del martirio: il poeta interviene in prima persona all'interno dei versi con la passione di chi ha scelto la poesia come opera di lode al suo Dio.

## Cronologia
Sulla cronologia generale del Peristephanon Liber abbiamo soltanto poche informazioni che ci provengono dalla Praefatio, una sorta di introduzione alle sue opere –  scritta da Prudenzio stesso – in cui il poeta traccia le tappe fondamentali della propria vita fino alla scelta di dedicare la sua attività di poeta alla lode del Signore. Dai primi tre versi della Praefatio sappiamo che essa fu scritta quando Prudenzio aveva 56 o 57 anni e perciò tra 404 e il 405. A questa data Prudenzio aveva già composto il Peristephanon, in quanto l'opera è ricordata all'interno della Prefatio stessa.

## Titolo
La paternità prudenziana del titolo Peristephanon Liber (Libro sulle corone) non è certa. Esso rimanda alla “corona” nel paradiso del martire, la cosiddetta palma del martirio, simbolo del Cristianesimo che  i martiri hanno testimoniato fino alla morte. Non abbiamo neanche la certezza che nelle intenzioni del poeta esistesse una tale raccolta. Gli inni potrebbero essere stati composti indipendentemente l'uno dall'altro e raggruppati dopo la morte di Prudenzio, ma neanche per questa ipotesi esistono prove abbastanza valide. L'eterogeneità degli inni, considerata da alcuni critici una prova della non esistenza della volontà di una raccolta da parte di Prudenzio, ha invece riscontri anche in altre raccolte poetiche della letteratura antica latina.

## Struttura
Nella forma moderna (risalente al 1527, ed. Sichard), il Peristephanon Liber è costituito da 14 inni:
1. Inno in onore dei santi martiri Emeterio e Calidonio, martiri di Calahorra
2. Passione del martire Lorenzo
3. Inno in onore della martire Eulalia
4. Inno in onore dei diciotto martiri di Saragozza
5. Passione di san Vincenzo
6. Inno in onore dei beatissimi martiri Fruttuoso, vescovo di Tarragona, e dei diaconi Augurio ed Eulogio
7. Inno in onore di Quirino, vescovo della chiesa di Siscia
8. A Calahorra, nel luogo ove i martiri trovarono la morte, c'è ora il battistero
9. Inno in onore di Cassiano di Imola
10. Discorso del martire Romano contro i pagani
11. Al vescovo Valeriano, sulla passione di Ippolito, beatissimo martire
12. Passione degli apostoli Pietro e Paolo
13. Passione del beato Cipriano martire
14. Passione di Agnese

I 14 inni sono estremamente eterogenei e sono accomunati soltanto dal tema del martirio. Sono vari, infatti, il numero di versi (dai 18 versi dell'Inno VIII ai 1140 dell'Inno X), il metro e i modelli di riferimento dei vari inni.
Un nucleo primitivo è costituito delle "sette Passioni", disposte in modo simmetrico: perist. 2 - 13 - 9 - 12 - 11 - 14 - 5. 
Successivamente, sono stati aggiunti gli "Inni" (perist. 1, 3, 4, 6, 7) in modo a ottenere un numero di 12 poemi, come nel Liber Cathemerinon. Il poema "perist. 8" è un'iscrizione, presente nei manoscritti del Peristephanon dal s. IX. Il cosiddetto "perist. 10" non ha mai appartenuto al Peristephanon voluto dal poeta; si tratta di une "paratragedia", inserita nel Peristephanon in un'edizione stampata nel 1527.

## Contenuto
Nel Peristephanon convivono elementi miracolistici e forme colte che richiamano la letteratura classica e di cui tutta la produzione poetica di Prudenzio è ricca: il poeta visse profondamente il nuovo clima di entusiasmo per il culto dei martiri, ma era pur sempre figlio della tradizione classica ancora viva.
Prudenzio utilizzò le risorse della poesia pagana al servizio della cultura cristiana, superando la profonda ostilità nutrita dai cristiani nei confronti della poesia, ritenuta pericolosa a causa delle sue origini pagane. In tal modo Prudenzio ha dato una risposta concreta a tutti coloro che pensavano che il Cristianesimo dovesse essere dissociato dalla cultura latina.
Non deve sorprendere la presenza di elementi miracolistici che all'occhio del lettore moderno possono apparire popolari: il poeta non si preoccupa di rendere verosimili le sue narrazioni in quanto al suo tempo il miracolo era comunemente accettato dai fedeli come manifestazione della presenza di Dio sulla Terra. E i martiri, attraverso i quali Dio compie i suoi prodigi, erano considerati, proprio grazie a questa loro capacità, il tramite tra il Cielo, il divino, e la Terra, l'umano.

## Personaggi
I martiri celebrati da Prudenzio vissero tutti nella parte occidentale dell'Impero: Roma e la Spagna appaiono infatti come le terre più segnate dal martirio.
All'interno dell'opera compaiono come protagoniste soltanto tre figure femminili, Eulalia (Inno III), Encratide (Inno IV, 109-144) e Agnese (Inno XIV), ma solo a due di esse è dedicato un intero inno. La presenza delle donne, pur se limitata rispetto a quella maschile, è comunque significativa e testimonia la sensibilità che le donne mostrarono nei confronti del messaggio cristiano. Alla donna il Cristianesimo consentì una sorta di “emancipazione”: la scelta della castità, infatti, per molte donne significò una vera e propria affermazione di libertà.
I personaggi di Prudenzio sono stati accusati di mancanza di coloriture e di appiattimento psicologico. In realtà ciò probabilmente accade perché essi sono tutti incarnazione dei veri protagonisti dell'opera: il Bene e il Male. Inoltre i martiri rappresentano dei tipi viventi non comuni, ma ideali, che nelle loro ultime ore sono tutti mossi da un unico desiderio: adeguarsi alla perfezione di Cristo.
Più che alla fedeltà storica, Prudenzio fu attento alla creazione poetica. Per questo motivo i martiri appaiono quasi stereotipati: essi sono allo stesso tempo degli oratori che difendono di fronte alla legge terrena la loro fede, e dei guerrieri che lottano in maniera pacifica in difesa della Patria celeste.

## Destinazione d'uso
Non si hanno notizie certe sulla destinazione d'uso degli inni del Peristephanon. Si è pensato ad un uso liturgico, ma la complessità degli inni stessi esclude tale possibilità. I riferimenti a se stesso, come autore dei poemi, fanno piuttosto pensare che Prudenzio abbia voluto continuare una tradizione letteraria per cui l'inno nasceva come poesia lirica avente relazione diretta con la vita.

## Pubblico
Resta il dubbio sul pubblico cui Prudenzio intendeva rivolgersi. Le uniche informazioni al riguardo si possono trovare all'interno dei poemi stessi. Di certo vanno escluse le classi più basse che non potevano gustare appieno una poesia così innovativa, ma allo stesso tempo carica di elementi tradizionali. Sembra per questo difficile accettare l'idea che Prudenzio abbia scritto i suoi inni su richiesta dell'amico e vescovo di Calahorra Valeriano, che lo avrebbe incoraggiato ad introdurre in Spagna il culto dei martiri romani e a promuovere quello dei martiri spagnoli. La letterarietà dei poemi fa pensare ad un pubblico colto cristiano, imbevuto di cultura classica, che nella letteratura devozionale di Prudenzio cercava una valida alternativa alla grande poesia pagana. Dobbiamo forse pensare ad un circolo cristianizzato dell'aristocrazia occidentale.

## Modelli
La grandezza di Prudenzio fu nella sua capacità di arricchire gli elementi classici dei suoi nuovi valori cristiani: Cristianesimo e classicismo non sono due momenti distinti nel Peristephanon Liber. Al contrario nell'opera i punti di più elevata poesia nascono proprio dalla loro fusione. Gli echi classici più significativi all'interno del Peristephanon sono quelli in cui al lettore colto vengono forniti gli strumenti per pensare contemporaneamente al passo che sta leggendo e al passo della poesia classica che il poeta vuole richiamare con tutti i valori di cui esso è carico.
Per questo motivo i suoi modelli non vanno cercati solamente nei pionieri della innografia della cristianità latina, Ilario di Poitiers e Ambrogio, ma anche nei pagani Virgilio e Orazio, tant'è che Prudenzio si è guadagnato tra i critici moderni, primo fra tutti Bentley, l'appellativo di “Christianorum Maro et Flaccus” ("Virgilio e Orazio dei Cristiani"). Ma l'influenza pagana nell'opera di Prudenzio non si limita solo alla poesia di età augustea. Sappiamo che Prudenzio conosceva almeno Giovenale, Lucano, Seneca e Stazio: tracce della loro lettura riaffiorano nei suoi versi e fondamentale è stato il loro contributo alla varietà dei poemi del Peristephanon.

## Edizioni critiche
- M. Lavarenne, Paris, 1943 (Le Belles Lettres)
- H. J. Thomson, London / Cambridge, 1961 (The Loeb Classical Library).
- M. P. Cunnigham, Turnhout, 1966 (Corpus Christianorum. Series Latina).

## Traduzioni italiane
- C. Marchesi, Le corone di Prudenzio, Roma, 1917.
- L. Canali, Le corone, Firenze, 2005.

## Studi
- Michael Roberts, « Poetry and the Cult of the Martyrs. The Liber Peristephanon of Prudentius », Ann Arbor, 1993
- Pierre-Yves Fux, « Les sept Passions de Prudence (Peristephanon 2.5.9.11-14). Introduction générale et commentaire », Éditions Universitaires Fribourg, 2003